# AP Голубя
AP Голубя (лат. AP Columbae) — кратная звезда в созвездии Голубя на расстоянии приблизительно 28 световых лет (около 8,7 парсек) от Солнца. Возраст звезды определён как около 45 млн лет.
Ближайшая к Земле молодая звезда.

## Характеристики
Первый компонент (WDS J06049-3434A) — красный карлик, эруптивная переменная звезда типа UV Кита (UV) спектрального класса M3, или M4,5Ve, или M4,5V, или M5V, или M5, или M6Ve. Звёздная величина диапазона B звезды — от +15,9m до +13,4m. Масса — около 0,16 солнечной, радиус — около 0,35 солнечного. Эффективная температура — около 2913 K.
Второй компонент (WDS J06049-3434B). Видимая звёздная величина звезды — +18,4m. Удалён на 7 угловых секунд.
Третий компонент (WDS J06049-3434C). Удалён на 16,6 угловой секунды.
Четвёртый компонент (WDS J06049-3434D). Удалён на 18,8 угловой секунды.

## Физические данные
Возраст AP Голубя составляет около 40 миллионов лет, то есть её рождение приходится на тот период развития Земли, когда вымерли динозавры и начали доминировать млекопитающие. Об этом свидетельствует количественный анализ содержания лития в составе звезды. Температура поверхности приблизительно равна 3500 °C, светимость достигает одной тысячной от светимости Солнца. На основании изучения сравнительного движения на фоне других звёзд было установлено расстояние до AP Голубя, которое равняется 27 световым годам.

## История изучения
AP Голубя известна учёным и изучается на протяжении уже 15 лет, однако только в последнее время удалось выяснить, насколько молода и близка эта звезда к Земле. Звезда была открыта международной группой в составе д-ра Карла Мелиса из Центра астрофизики и космических наук Университета Калифорнии и аспиранта Симона Мёрфи из Исследовательской школы астрономии и астрофизики Австралийского национального университета.
В 2011 году другая группа под руководством Эдрика Риделя из Университета штата Джорджия измерила параллакс звезды и обнаружила, что она имеет необычную светимость. Несмотря на тусклость и красный цвет, звезда была в четыре раза ярче положенного, что объяснялось вдвое большим диаметром по сравнению со звёздами того же цвета, но относящихся к главной последовательности. Кроме того, спектральный анализ показал, что в AP Голубя содержится много лития, который сохраняется в молодых звёздах до начала термоядерной реакции. Это доказывает, что AP Голубя является самой близкой к Земле молодой звездой.
По мнению Риделя, AP Голубя родилась далеко от своего нынешнего местонахождения — в звёздной группе IC 2391 (созвездие Паруса). Это в 450 световых годах от текущего положения звезды, куда она попала из-за взрыва другой звезды в группе. Возраст и характеристики движения AP Голубя соответствуют звёздам этой группы.